# Samtgemeinde Schwarmstedt
Die Samtgemeinde Schwarmstedt liegt im Süden des Landkreises Heidekreis in Niedersachsen und ist eine der drei Mitgliedsgemeinden des Zweckverbandes Aller-Leine-Tal.

## Allgemein
In der Samtgemeinde leben 13.103 Menschen (Stand: 30. September 2021).

## Geografie

### Nachbargemeinden
- Samtgemeinde Ahlden
- Samtgemeinde Steimbke
- Gemeinde Wedemark
- Gemeinde Wietze

### Samtgemeindegliederung
Zur Samtgemeinde Schwarmstedt gehören die fünf Mitgliedsgemeinden Buchholz (Aller), Essel, Gilten, Lindwedel und Schwarmstedt.
| Name der Gemeinde | Einwohner (31. Dezember 2023) |
| ----------------- | ----------------------------- |
| Buchholz (Aller)  | 2159                          |
| Essel             | 1208                          |
| Gilten            | 1237                          |
| Lindwedel         | 2725                          |
| Schwarmstedt      | 5793                          |

## Geschichte
Die Samtgemeinde Schwarmstedt wurde am 4. März 1974 durch die Gebietsreform des Landes Niedersachsen gebildet.

## Infrastruktur
Die Samtgemeinde verfügt über zwei Bahnhöfe (Lindwedel und Schwarmstedt) von denen aus im Stundentakt die Städte Hannover und Buchholz in der Nordheide bzw. Hamburg-Harburg am Wochenende durch die RB38 angesteuert werden.
Durch die Samtgemeinde führen folgende Autobahnen, Bundesstraßen und Landstraßen:
- BAB 7 (Nord-Süd)
- B 214
- L 190

Die größte Gemeinde der Samtgemeinde, Schwarmstedt, verfügt neben Einkaufsmöglichkeiten auch über Geschäfte für den Heimwerkerbedarf und Shoppingmöglichkeiten sowie Friseure, Tankstellen und Autohäuser. Auch überregional bekannte Unternehmen haben hier ihren Hauptsitz.
Vier der fünf Mitgliedsgemeinden (Buchholz, Bothmer, Lindwedel und Schwarmstedt) verfügen über Grundschulen und die Gemeinde Schwarmstedt ergänzend über eine Kooperative Gesamtschule mit Haupt-, Real- und Gymnasialzweig bis einschließlich Sekundarstufe 2.

## Politik

### Samtgemeinderat
Der Samtgemeinderat Schwarmstedt besteht aus 30 Ratsfrauen und Ratsherren. Dies ist die festgelegte Anzahl für eine Gemeinde mit einer Einwohnerzahl zwischen 12.001 und 15.000 Einwohnern. Die Ratsmitglieder werden durch eine Kommunalwahl für jeweils fünf Jahre gewählt. Neben den 30 in der Samtgemeinderatswahl gewählten Mitgliedern ist außerdem der hauptamtliche Bürgermeister im Rat stimmberechtigt. 
Aus dem Ergebnis der Kommunalwahl 2021 ergab sich folgende Sitzverteilung:
| Samtgemeinderat 2021Insgesamt 30 Sitze - SPD: 13 - Grüne: 3 - UWG: 6 - CDU: 8 |

Nach der Kommunalwahl 2016 ergab sich folgende Sitzverteilung:
| Wahljahr | SPD | CDU | UWG | Grüne | Gesamt |
| -------- | --- | --- | --- | ----- | ------ |
| 2016     | 14  | 9   | 5   | 2     | 30     |

### Samtgemeindebürgermeister
Am 11. September 2011 wurde Björn Gehrs (SPD) als hauptamtlicher Samtgemeindebürgermeister mit Wirkung vom 1. November 2011 gewählt. Eine Wiederwahl erfolgte am 26. Mai 2019 mit einem Stimmenergebnis von 83,27 Prozent. Der Samtgemeindebürgermeister ist neben dem Samtgemeinderat und dem Samtgemeindeausschuss das dritte Organ der Samtgemeinde mit wichtigen selbständigen Entscheidungszuständigkeiten. Er ist Leiter der Samtgemeindeverwaltung, führt die Beschlüsse der anderen Organe aus und vertritt die Samtgemeinde nach außen und ist damit auch Repräsentant der Samtgemeinde Schwarmstedt.

### Jugendparlament
Seit Februar 2016 verfügt die Samtgemeinde Schwarmstedt über ein aktives Jugendparlament mit 14 Jugendparlamentariern. Es vertritt die Wünsche und Meinungen der Kinder und Jugendlichen der Samtgemeinde.